# 九段まもる
九段まもる（くだん まもる）は、日本の児童文学作家。

## 来歴・人物
第3回ポプラズッコケ文学新人賞の第二次選考に残る。
その後、『超常現象Qの時間1 謎のスカイパンプキンを追え！』で小説家としてデビュー。

## 『超常現象Qの時間』シリーズ
いずれもポプラ社のポプラポケット文庫より刊行。
イラストはみもりが担当。
- 超常現象Qの時間1 謎のスカイパンプキンを追え！ (2014)
- 超常現象Qの時間2 傘をさす怪人 (2015)
- 超常現象Qの時間3 さまよう図書館のピエロ (2015)